# Elecciones generales de Islas Marshall de 2023

Las elecciones generales se realizaron en Islas Marshall el 20 de noviembre de 2023. Fueron elegidos los 33 escaños de la Nitijeļā.

## Sistema electoral
Los 33 miembros de la Nitijeļā son elegidos en 19 distritos electorales de un solo miembro y cinco distritos electorales de varios miembros de entre dos y cinco escaños en los que los votantes tenían tantos votos como escaños.

## Secuelas
Si bien las elecciones en las Islas Marshall son oficialmente no partidistas, la mayoría de los miembros de Nitijeļa forman parte de agrupaciones no oficiales. Los resultados finales no oficiales mostraron pérdidas para el grupo que apoyaba al gobierno del presidente David Kabua, incluidos varios miembros del gabinete, mientras que el grupo que apoyaba a la ex presidenta Hilda Heine aumentó su número. La nueva Nitijeļa se reunió el 2 de enero de 2024 para elegir al Presidente, Portavoz y Vicepresidente.

### Elección presidencial
El presidente en ejercicio David Kabua perdió ante la candidata de la oposición y expresidenta Hilda Heine por un voto.
| Elección presidencial de Islas Marshall de 2023 |                                  |                                  |                       |                       |
| Partido                                         | Partido                          | Candidato                        | 1ra vuelta 2 de enero | 1ra vuelta 2 de enero |
| Partido                                         | Partido                          | Candidato                        | Votos                 | %                     |
|                                                 | Oposición                        | Hilda Heine                      | 17                    | 51.52                 |
|                                                 | Administración                   | David Kabua                      | 16                    | 48.48                 |
| Votos totales                                   | Votos totales                    | Votos totales                    | 33                    | 100.00                |
| Abstención                                      | Abstención                       | Abstención                       | 0                     |                       |
| Votantes electorales registrados                | Votantes electorales registrados | Votantes electorales registrados | 33                    | 100.00                |